# Нове (Дубенський район)
Нове́ (раніше — Підгайці) — село в Україні, у Підлозцівській сільській громаді Дубенського району Рівненської області. Населення становить 192 осіб.

## Географія
Село розташоване на правому березі річки Стир.

## Історія
7 (20) листопада 1917 року, відповідно до Третього Універсалу Української Центральної Ради, увійшло до складу Української Народної Республіки.
12 червня 2020 року, відповідно до розпорядження Кабінету Міністрів України № 722-р від «Про визначення адміністративних центрів та затвердження територій територіальних громад Рівненської області», увійшло до складу Підлозцівської сільської громади.
19 липня 2020 року, в результаті адміністративно-територіальної реформи та ліквідації Млинівського району, село увійшло до складу Дубенського району.

## Населення

### Мова
Розподіл населення за рідною мовою за даними перепису 2001 року:

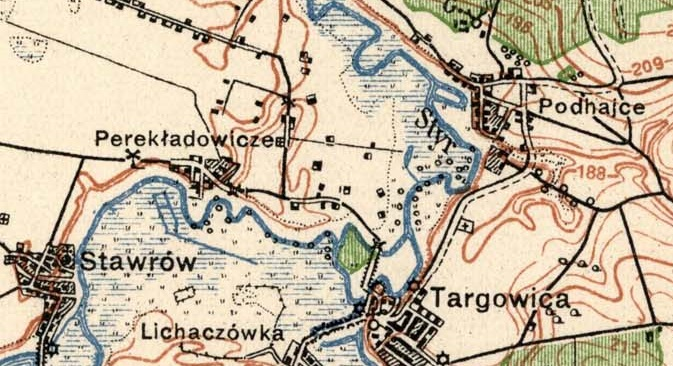
Нове (Підгайці) на польській мапі 1925-го року

| Мова       | Кількість | Відсоток |
| ---------- | --------- | -------- |
| українська | 191       | 99.48%   |
| російська  | 1         | 0.52%    |
| Усього     | 192       | 100%     |